# Cmentarz Wojenny Kranji
Cmentarz Wojenny Kranji – zlokalizowany w Kranji (Singapur) cmentarz, będący miejscem spoczynku 4 461 żołnierzy alianckich w oznaczonych grobach. Ponad 850 z tych grobów zawiera ciała niezidentyfikowanych żołnierzy. Ludzie ci ponieśli śmierć podczas bitwy o Singapur, w czasie japońskiej okupacji Singapuru w latach 1942-1945 oraz w innych częściach południowo-wschodniej Azji podczas II wojny światowej.
Na cmentarzu tym znajdują się również 64 nagrobki poległych podczas I wojny światowej, z których trzy upamiętniają ofiary, o których wiadomo, że zostały pochowane gdzie indziej, lecz których grobów nie odnaleziono. 
Od strony zachodniej cmentarz sąsiaduje z Cmentarzem Wojskowym Kranji, który również pozostaje pod zarządem Komisji Grobów Wojennych Wspólnoty Brytyjskiej. Pochowani są na nim żołnierze polegli podczas konfrontacji indonezyjsko-malezyjskiej, powstania malajskiego oraz zmarli żołnierze i członkowie ich rodzin, którzy przeniesieni zostali z cmentarzy Pasir Panjang i Ulu Pandan. Oprócz tych grobów, znajduje się tam również jeden grób żołnierza armii holenderskiej.
Od północnego krańca Cmentarza Wojennego położony jest Cmentarz Państwowy, na którym pochowani są m.in. pierwsi dwaj prezydenci Singapuru Yusof bin Ishak i Benjamin Henry Sheares.

## Historia
Pierwotnie na terenie obecnego cmentarza rozlokowany był obóz wojskowy. Podczas japońskiej inwazji, miejsce było użytkowane jako magazyn amunicji. Po upadku Singapuru, w lutym 1942 roku, Japończycy założyli w tym miejscu obóz dla jeńców wojennych a w niedalekim sąsiedztwie, przy Woodlands Road, szpital. Podczas okupacji, zmarłych z tego szpitala, chowano na terenie obecnego Cmentarza Wojennego.
W 1946 roku postanowiono o przeznaczeniu tego miejsca na stworzenie Cmentarza Wojennego, a ciała żołnierzy pochowanych na innych singapurskich cmentarzach (m.in. Buona Vista oraz Changi) były tu systematycznie przenoszone. Cmentarz musiano powiększyć, gdy zadecydowano o przeniesieniu zwłok pochowanych w Sajgonie w ówczesnych Indochinach Francuskich oraz w grobach położonych na sąsiadujących z Kranji terenach.
Zaprojektowany przez Colina St Clair Oakesa Cmentarz Wojenny oraz Pomnik Wojenny, został oficjalnie otwarty 2 marca 1957 roku przez Roberta Blacka, ówczesnego gubernatora Singapuru i byłego więźnia japońskiego obozu dla jeńców wojennych.

## Miejsca pamięci
Pomnik Wojenny w Kranji
Pomnik upamiętniający 24 346 żołnierzy alianckich poległych w Singapurze i na Malajach podczas inwazji japońskiej.
Pomnik Nieutrzymywanych Grobów
Pomnik ten upamiętnia ponad 250 żołnierzy, którzy polegli na Malajach, a których grobów, choć są one znane, Komisja Grobów Wojennych Wspólnoty Brytyjskiej nie może utrzymywać ani też przenieść z nich ciał z przyczyn religijnych.
Pomnik Skremowanych
Poświęcony jest blisko 800 osobom, głównie pochodzącym z tzw. Niepodzielnych Indii (dzisiejszych Indii, Pakistanu oraz Bangladeszu), które zgodnie z wymogami religii, jaką wyznawali, zostały skremowane.
Pomnik Grobów Szpitala Cywilnego
Pod koniec japońskiej okupacji Singapuru, duża liczba rannych cywili i żołnierzy została sprowadzona do pobliskiego szpitala. Wielu z nich zmarło. Po wojnie odkryto masowy grób z ponad czterystoma ciałami. Zamiast zakłócać wieczny spoczynek ofiarom tam pochowanym, poprzez podjęcie najczęściej nieprzynoszącej rezultatu próby identyfikacji, postanowiono postawić w tym miejscu krzyż a poświęcenia miejsca dokonał biskup Singapuru.
Pomnik Chińczyków
Pomnik położony jest na zachód od Pomnika Wojennego w Kranji. Stoi w miejscu masowego grobu, w którym spoczywa 69 chińskich żołnierzy służących w wojskach Wspólnoty Brytyjskiej, którzy zostali zamordowani przez Japończyków na samym początku japońskiej okupacji Singapuru, w lutym 1942 roku.